# Vincent D'Onofrio
Vincent D'Onofrio (født 30. juni 1959 i Brooklyn i New York City i New York) er en amerikansk skuespiller og filmproducent. Han fik først opmærksomhed som skuespiller for sin rolle som soldaten Leonard Lawrence i Full Metal Jacket som han måtte gå 30 kilo op i vægt for at kunne få og for sin rolle som detektiven Robert Goren i Law & Order: Criminal Intent.
D'Onofrio modtog en Emmy-nominering i 1997 for sit udseende som John Lange i episoden «Subway» i tv-serien Homicide: Life on the Street. I november 2005 vandt Vincent D'Onofrio en nominering som bedste skuespiller på Stockholm International Film Festival for sin rolle som Mike Cobb i den uafhængige filmen Thumbsucker. 
I 2006 dukkede D'Onofrio op i filmen The Break-Up sammen med skuespillerne Jennifer Aniston og Vince Vaughn. I denne film spillede han Vince Vaughns excentriske bror. 
D'Onofrio har en datter som hedder Leila George D'Onofrio og blev født den 20. marts 1992 i Sydney i Australien. Hendes mor er skuespillerinden Greta Scacchi som D'Onofrio producerede flere film sammen med i slutningen af 1980'erne og begyndelsen av 1990'erne, blandt andet lavede de filmene The Player og Fires Within sammen. Paret var i et forhold mellem 1991 og 1993. Efter at forholdet endte giftede D'Onofrio sig med modellen Carin van der Donk den 22. marts 1997. Paret har en søn som hedder Elias Gene og blev født i december 1999. D'Onofrio og van der Donk blev skilt i oktober 2003 men blev forsonet igen i 2007. Carin fødte deres anden søn, Luca, den 14. februar 2008. 
D'Onofrio oplevede et helseproblem da han kollapsede på sættet til tv-serien Law & Order: Criminal Intent i november 2004. Han kollapsede igen i sit eget hus nogle dage senere og blev ført tilbage til sygehuset for en mere en grundig undersøgelse hvor han blev diagnosticeret med kronisk udmattelsessyndrom. 

## Filmografi
- Rings (2016)